# Arnold Weinstock, Baron Weinstock
Arnold Weinstock, Baron Weinstock (* 29. Juli 1924 in Stoke Newington, London; † 23. Juli 2002) war ein britischer Unternehmer und Wirtschaftsmanager, der Großbritanniens erster führender Industrieller nach dem Zweiten Weltkrieg war und 1980 als Life Peer Mitglied des House of Lords wurde. Als Geschäftsführender Direktor der General Electric Company (GEC) stand er mehr als drei Jahrzehnte an der Spitze eines der größten und erfolgreichsten Industrieunternehmen des Vereinigten Königreiches und damit in einer Periode, in der die industrielle Produktion stetig abnahm. Durch seine frühzeitigen Planungen schuf er die Grundlagen für die führende Rolle Großbritanniens auf dem Gebiet der weltweiten Energiewirtschaft sowie einer auf Forschung gestützten Rüstungsindustrie. Während dieser Tätigkeit war er zugleich ein anerkannter Berater von vier Premierministern von Harold Wilson, der in ihm die Personifizierung einer „weißglühenden Technologie“ (‚white-hot technology‘) sah, bis zu Margaret Thatcher, die ihn als einen mächtigen Vertreter eines modernen Kapitalismus betrachtete, obwohl beide oftmals anderer Ansicht wegen Thatchers Privatisierungsdrang und Verteidigungsverträge waren.

## Leben

### Familiäre Herkunft, Studium und Zweiter Weltkrieg
Weinstock stammte aus einer 1904 aus Polen nach London eingewanderten jüdischen Familie und war der jüngste von sechs Söhnen eines Schneidermeisters, der für Hitchcock & Willis Damenjacken und Damenmäntel im West End herstellte. Bei seiner Geburt war sein Vater bereits 50 Jahre und seine Mutter 46 Jahre alt, während sein ältester Bruder bereits 24 Jahre alt war und sein nächstälterer Bruder Harry bereits 15 Jahre.
Als er fünf Jahre alt war, verstarb sein Vater 1929 an den Folgen einer akuten Lungenentzündung, und nachdem seine Mutter 1934 an Brustkrebs starb, wurde Weinstock im Alter von zehn Jahren zum Vollwaisen. In der Folgezeit lebte er wechselnd bei einem seiner älteren Brüder und erhielt seine Schulausbildung an der Stoke Newington Central School (SNCS), die im August 1939 nach Warwickshire verlegt wurde.
Nach Beendigung seiner Schulausbildung gewann er ein Stipendium an der London School of Economics (LSE), die während des Zweiten Weltkrieges im Peterhouse der University of Cambridge untergebracht war. Zu den Lecturer gehörte Friedrich August von Hayek, dessen Lehre später die intellektuelle Grundlage für den Thatcherismus bildete.

### Nachkriegszeit
Nach Beendigung seines Studiums mit einem Bachelor of Science in Economics (B.Sc.Econ.) wurde Weinstock 1944 zum Militärersatzdienst einberufen, den er als Statistiker in der Produktions- und Vorrangabteilung der Admiralität in Bath ableistete. Nach dreijähriger Tätigkeit kehrte er 1947 nach London zurück, wo er mit Hilfe seines Bruders Jack Weinstock eine Anstellung bei Louis Scott fand, einem Immobilieneigentümer aus dem Londoner West End.
Zu dieser Zeit erhielt er von Maxwell Joseph, Gründer der Hotelgesellschaft Grand Metropolitan, eine Einladung zu einem Wohltätigkeitsball im Dorchester Hotel und lernte dort seine zukünftige Ehefrau Netta Sobell kennen, Tochter von Michael Sobell, Besitzer einer Radiofabrik. 1954 trat Weinstock als Manager in das Unternehmen Sobell’s Radio and Allied Industries, das er zu einem Großunternehmen ausbaute, und wurde schließlich 1958 offiziell Eigentümer dieses Unternehmens.

### Geschäftsführender Direktor von GEC

#### Unternehmensfusionen der 1960er und 1970er Jahre
Nachdem das größere Unternehmen General Electric Company (GEC) 1961 in finanzielle Schwierigkeiten geraten war, wurde Sobell’s Radio and Allied Industries ermutigt, dieses Unternehmen zu übernehmen. Weinstock wurde daraufhin Geschäftsführender Direktor von GEC. Knapp sechs Wochen zuvor wurde der spätere Premierminister Harold Wilson zum Vorsitzenden der Labour Party gewählt.
In der Folgezeit kam es immer wieder zur Zusammenarbeit zwischen dem Manager Weinstock und dem Politiker Wilson, dessen Labour Party entgegen ihrer Politik einer radikalen Rationalisierung die von der GEC beabsichtigten Übernahme von Amalgamated Electrical Industries (AEI) 1961 sowie den Zusammenschluss mit English Electric (EE) 1968 unterstützte. Das daraus entstandene Unternehmen war das größte Industriekonglomerat des Landes mit rund 250.000 Beschäftigten.
Dieses Vorantreiben der Zusammenschlüsse der britischen Elektroindustrie führte allerdings innerhalb der Labour Party zum Ärger mit dem vom früheren Technologieminister Tony Benn geführten linken Flügel der Partei sowie der Gewerkschaften. Anderseits war er ein kühl rechnender Industrieller, der bereit war unwirtschaftliche Fabriken zu schließen und sich mit Gewerkschaften und der Selbstgefälligkeit zahlreicher althergebrachter Managementansichten anzulegen.
Zu Beginn der 1970er Jahre war er der führende Industrielle Großbritanniens und wurde für seine wirtschaftlichen Verdienste am 24. November 1970 zum Knight Bachelor geschlagen und führte fortan den Namenszusatz „Sir“. Kurz darauf wurde er 1971 auch Mitglied des Vorstands von Rolls-Royce und gehörte diesem bis 1973 an.

#### Ausbau der Unternehmensgruppe in den 1980er Jahren und Rezession der 1990er Jahre
Während der 1970er und 1980er Jahre führte er den erfolgreichen Kurs von GEC fort, und zwar sowohl durch die eigene Produktion als auch durch den Erwerb anderer Unternehmen wie den Modellbauer Avery, das Gesundheitsausrüstungsunternehmen Picker, eine Werft in Barrow-in-Furness, nach einem erbitterten Übernahmekampf die Elektronikgruppe Plessey sowie das in finanzielle Schwierigkeiten geratene Elektroingenieurunternehmen Ferranti.
Als Geschäftsführender Direktor von GEC führte er eine enge Kontrolle aller Bereiche ein und besprach Unternehmensziele mit Mitarbeitern auch nach deren Feierabend, nachdem er eine Kontenprüfung durchgeführt hatte. Die Gründlichkeit seines Management, die straffe Kontrolle der Kosten bis hin zur kleinsten Waschmaschine, ermöglichte es GEC allerdings auch erfolgreich zu sein und trotz des Auf- und Abschwungs der britischen Wirtschaft in den 1970er und 1980er Jahren zu wachsen, während zahlreiche britische Betriebe in dieser Zeit von ausländischen Unternehmen übernommen wurden.
Entgegen der Ende der 1980er Jahre von Unternehmern wie James Hanson eingeleiteten Welle von Unternehmensverkäufen, baute Weinstock auch eine Reihe von Zusammenarbeiten mit europäischen und US-amerikanischen Unternehmen wie Alstom in Frankreich, Siemens in der Bundesrepublik Deutschland sowie General Electric in den USA auf.
Ende der 1980er Jahre und zu Beginn der frühen 1990er Jahre kam es jedoch auch zu Spannungen mit Premierminister Margaret Thatcher wie zum Beispiel wegen seiner Kritik an deren Privatisierungspolitik und der Probleme der GEC bei der Entwicklung des Aufklärungsflugzeuges British Aerospace Nimrod. Als die Wirtschaft während der Amtszeit von Premierminister John Major in den Jahren 1990 bis 1992 durch eine der schwersten Rezessionen ging, demonstrierte GEC eine seltene Beständigkeit, und brach trotz der Probleme eines hohen Wechselkurses aufgrund des Wechselkursmechanismus die Gewinnmarke von 1 Milliarde Pfund Sterling.
Die Unternehmenskäufe endeten 1995, als Weinstock mit Vickers Shipbuilding and Engineering (VSEL) das letzte bedeutende Schiffbauunternehmen Großbritanniens erwarb. Kurz darauf erlitt er jedoch einen persönlichen Schicksalsschlag als sein Sohn Simon Weinstock, sein vorgesehener Nachfolger als Geschäftsführender Direktor von GEC und bisherige Handelsdirektor des Unternehmens 1995 unheilbar an Krebs erkrankte und am 18. Mai 1996 verstarb. Einige Monate später trat er als Geschäftsführender Direktor zurück, und wurde am 18. März 1996 von George Simpson abgelöst.
Obwohl GEC führend bei der Entwicklung von Speicherbausteinen und der Technologie für Mobiltelefone war, zeigte das Unternehmen bis dahin keine große Ambitionen, dieses auch kommerziell auszunutzen, so dass GEC zwar auf dem Gebiet der Rüstungsindustrie stark war, aber nicht bei ziviler Technologie und hatte insoweit erhebliche Nachteile im beginnenden Zeitalter von E-Commerce und Mobiltelefonen. Allerdings richtete Simpson das Unternehmen 1999 neu aus und konzentrierte sich bei gleichzeitiger Umbenennung von GEC in Marconi auf Informations- und Kommunikationstechnik.

### Pferdezüchter und Oberhausmitglied
Neben seinen Tätigkeiten in der Wirtschaft engagierte sich Weinstock auch in der Pferdezucht und betrieb mit seinem Sohn Simon Weinstock im irischen County Meath das Gestüt Ballymacoll Stud. Dieses war eines der wenigen anglo-irisch betriebene Zuchtbetrieben zur Züchtung von Classic-Gewinnern.
Das bekannteste Zuchtprodukt von Ballymacoll war Troy, Gewinner des 200. Derby 1979, das im Anschluss vom Reitsport-Manager von Queen Elisabeth II., Henry Herbert, Lord Porchester, für die damalige Rekordsumme von 7,2 Millionen Pfund Sterling erworben wurde.
Durch ein Letters Patent vom 17. Juli 1980 wurde Leonard gemäß dem Life Peerages Act 1958 als Life Peer mit dem Titel Baron Weinstock, of Bowden in the County of Wiltshire, in den Adelsstand erhoben und gehörte bis zu seinem Tod dem House of Lords als Mitglied an.
Seine offizielle Einführung (House of Lords) erfolgte am 15. Oktober 1980 mit Unterstützung durch Toby Low, 1. Baron Aldington und Solly Zuckerman, Baron Zuckerman.

### Ehrungen und Auszeichnungen
Für seine Verdienste um die britische Wirtschaft wurden ihm zahlreiche Ehrendoktortitel verliehen, und zwar jeweils ein Ehrendoktor der Wissenschaften (Honorary Doctor of Science, Hon.D.Sc) von der University of Salford 1975, von der Aston University 1976, von der University of Reading 1978 sowie von der University of Bath 1978. 1978 verlieh ihm die University of Leeds darüber hinaus einen Ehrendoktor der Rechtswissenschaften (Honorary Doctor of Law, Hon.LL.D.) sowie 1981 die Loughborough University einen Ehrendoktor der Technologie (Hon.D.Tech.).
Einen weiteren Ehrendoktor der Rechtswissenschaften bekam er 1985 von der University of Wales. 1991 wurde er zum Commandatore des Verdienstordens der Italienischen Republik sowie 1992 zum Offizier der Ehrenlegion ernannt. 1994 wurde ihm von der Anglia Polytechnic University der Titel eines Ehrendoktor der Universität (Honorary Doctor of University, Hon.D.U.) verliehen ebenso wie 1997 ein weiterer Ehrendoktor der Rechtswissenschaften von der Keele University. Zuletzt verlieh ihm die Universität London 1997 einen Ehrendoktor der Wirtschaftswissenschaften (Honorary Doctor of Economic Science, Hon.D.Ec.Sc.).

## Hintergrundliteratur
- Stephen Aris: Arnold Weinstock and the making of GEC, Aurum Press 1998, ISBN 978-1-85410-470-0
- Alex Brummer, Roger Cowe: Weinstock: The Life and Times of Britain’s Premier Industrialist, HarperCollins Business, London 1998